# Soyuz 16
Soyuz 16 fue una misión de pruebas de la nave Soyuz 7K-TM (una modificación de la Soyuz 7K-T) lanzada el 8 de diciembre de 1974 desde el cosmódromo de Baikonur con dos cosmonautas a bordo en el marco del programa conjunto Apolo-Soyuz.
La misión de Soyuz 16 consistió en probar la nave modificada y sus sistemas para asegurar que podría llevar a cabo el acoplamiento con la Apolo sin problemas. Todas las pruebas llevadas a cabo fueron exitosas. La NASA, como preparación para el vuelo real de acoplamiento, participó en las tareas de seguimiento de la Soyuz 16.
La nave regresó el 8 de diciembre de 1974, aterrizando a 30 km al noreste de Arkalyk.

## Tripulación
- Anatoly Filipchenko (Comandante)

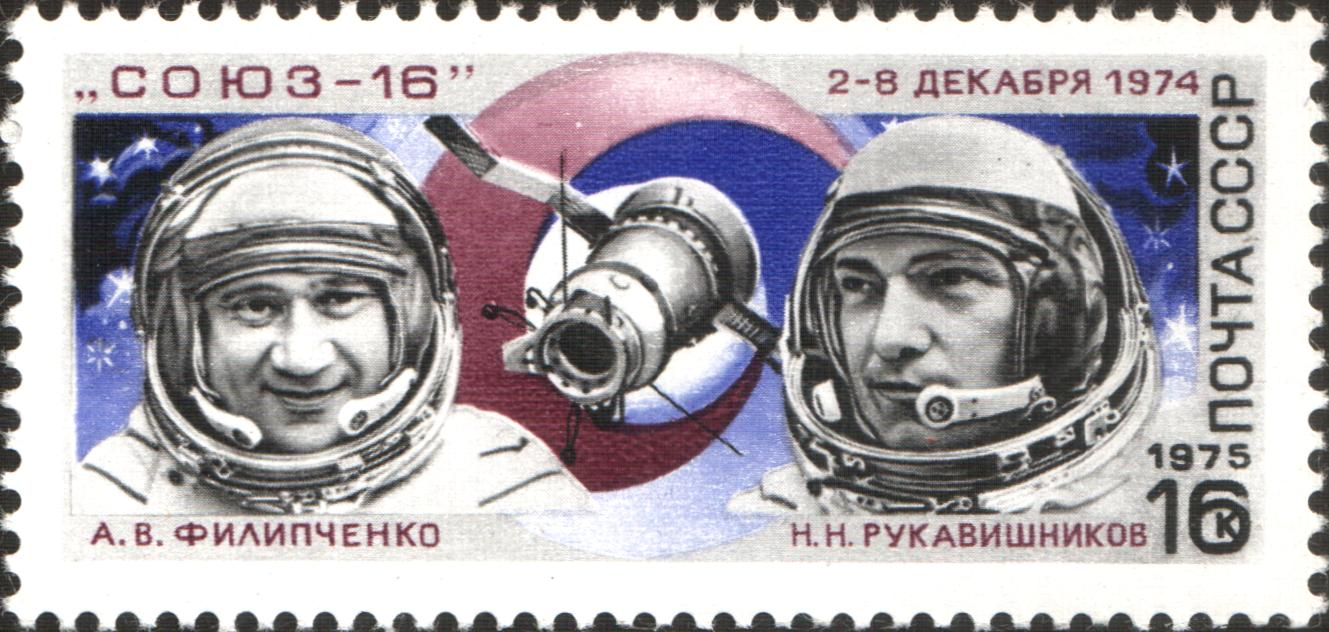
Sello conmemorativo soviético de la misión Soyuz 16.

- Nikolai Rukavishnikov (Ingeniero de vuelo)

## Tripulación de respaldo
- Vladimir Dzhanibekov (Comandante)
- Boris Andreyev (Ingeniero de vuelo)

## Tripulación de reserva
- Yuri Romanenko (Comandante)
- Aleksandr Ivanchenkov (Ingeniero de vuelo)

## Referencias

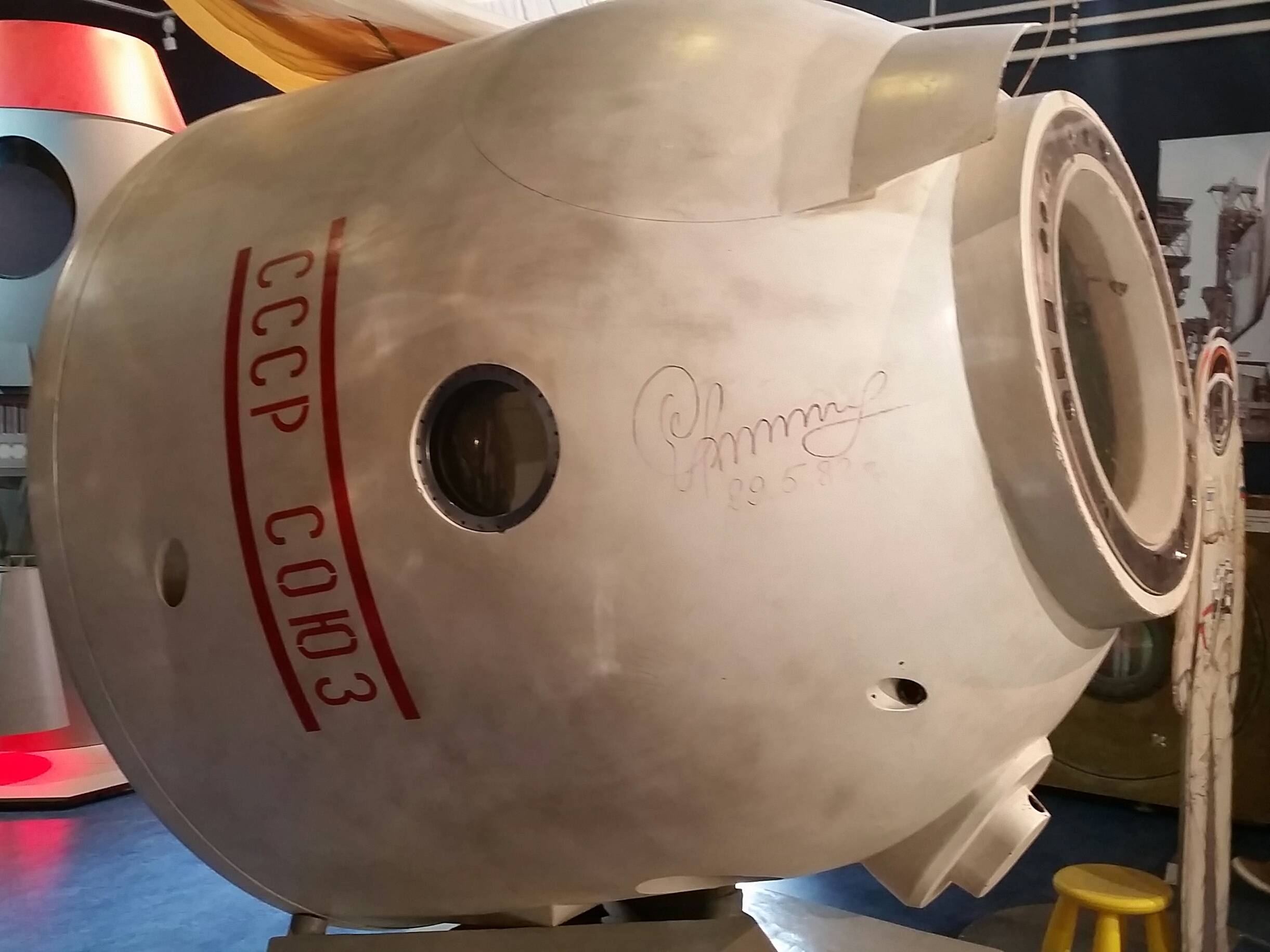
Nave Soyuz.